# Periodo de la cerámica Mumun
El periodo de la cerámica Mumun es un periodo arqueológico en la Corea prehistórica que data de aproximadamente 1500 a 300 a. C. Este período recibe su nombre por la palabra coreana para los recipientes de cocción y el almacenamiento sin decorar que forman una gran parte de la cerámica producida sobre toda la longitud del periodo, pero especialmente entre el 850 a 550 antes de Cristo.
El período Mumun es conocido porque durante este se origina la agricultura intensiva y las sociedades complejas, tanto en la península de Corea como en el archipiélago japonés. Este período o parte de este, a veces, ha sido etiquetado como "la edad de bronce coreana". Sin embargo, la aplicación de esta terminología en el caso de Corea es engañosa ya que la producción de bronce local no se produjo hasta aproximadamente finales del siglo VIII a. C., los artefactos de bronce son raros, y la distribución del bronce es muy regionalizado hasta después del 300 a. C. El auge de las excavaciones arqueológicas de sitios periodo Mumun desde mediados de la década de 1990 ha aumentado recientemente nuestro conocimiento acerca de este período de formación importante en la prehistoria de Asia Oriental .
El período Mumun es precedido por el Periodo de Cerámica Jeulmun (c. 8000 a 1500 aC). El Jeulmun fue un período de caza, la recolección y cultivo a pequeña escala de plantas. Los orígenes del Período Mumun no son bien conocidos, pero los enterramientos megalíticos, la cerámica Mumun y grandes asentamientos se encuentra en la cuenca del río Liao y en Corea del Norte. Los años entre c.1800-1500, probablemente, indican el origen del Período Mumun de Corea del Sur. Los cultivadores de tala y quema que utilizaron la cerámica Mumun fueron desplazados y usaron patrones de subsistencia del Periodo Jeulmun.

## Cronología

### Periodo Mumun temprano
El periodo Mumun temprano (o formativo) (c. 1500-850 aC) se caracteriza por la agricultura migratoria, la pesca, la caza, y los asentamientos discretos en casas rectangulares semi-subterráneas. La escala social de las sociedades Mumun tempranas era igualitaria en su naturaleza, pero la última parte de este período se caracteriza por el aumento de la competencia dentro del asentamiento y, tal vez, la presencia de "grandes hombres". Los primeros asentamientos Mumun estaban, relativamente, concentrados en los valles de los ríos formados por las afluentes del río Geum al este de la zona central de Corea. Sin embargo, uno de los mayores asentamientos del periodo Mumun temprano es el de Eoeun (Hangeul : 어은), situado en el valle medio del río Nam en la zona sur del centro de Corea. Cerca al final del periodo Mumun temprano, grandes asentamientos compuestos por muchas casas comunales como en Baekseok-dong (Hangeul: 백석동) aparecieron en la zona de la moderna Cheonan, provincia de Chungcheong Nam-do.
Las tradiciones importantes a largo plazo relacionadas con los sistemas de ceremoniales y funerarios de los Mumun se originaron en este subperíodo. Estas tradiciones incluyen la construcción de enterramientos megalíticos, la producción de cerámica de color rojo bruñido, y la producción de dagas pulidas.

### Periodo Mumun medio

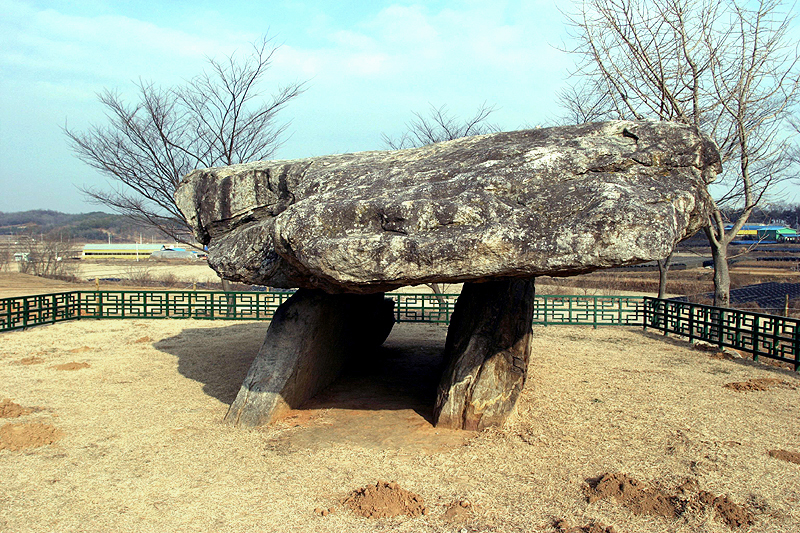
Dolmen Ganghwa, Corea del Sur

El periodo Mumun medio (o clásico) (c. 850-550 aC) se caracterizó por una la agricultura intensiva, como lo demuestran los grandes restos de campos secos (c. 32.500 metros cuadrados) hallados en Daepyeong, un asentamiento con varias zanjas, cientos de casas semi-subterráneas, producción especializada, con evidencia de la presencia de élites incipientes y competencia social. Una serie de restos de campos húmedos se han excavado en el sur de Corea, lo que indica que el cultivo de arroz también se practicaba.

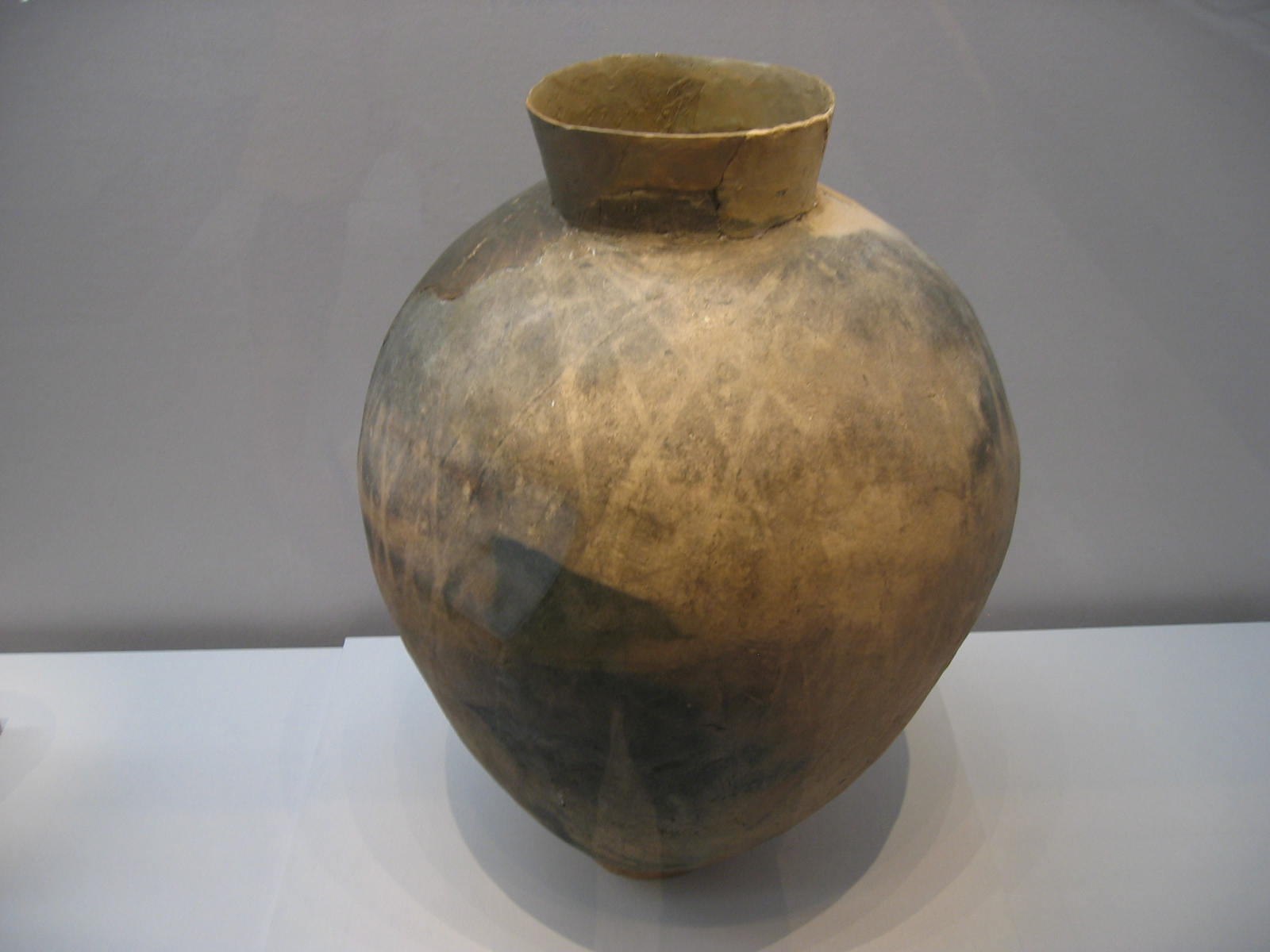
Recipiente de almacenamiento que data del periodo Mumun Medio desenterrado en una casa semi-subterránea en o cerca de Daepyeong, Altura: c. 60-70 cm (c. a. C.)

Enterramientos que datan de la última parte del Mumun medio (c. 700-550 a. C.) contienen unas pocas ofrendas mortuorias de alto estatus, tales como artefactos de bronce. La producción de bronce probablemente comenzó alrededor de este tiempo en Corea del Sur. Otros enterramientos de personas de estatus alto contienen adornos de piedra verde (o jade ).
Un número de estructuras megalíticas con enterramientos profundos, adoquines redondeados de pavimento, y artefactos de prestigio como dagas de bronce, jade y recipientes color rojo bruñido fueron construidos en las proximidades de la costa sur durante el la parte final del periodo Mumun Medio. Enterramientos megalíticos de alto estatus y grandes edificios de piso elevado se han encontrado en Deokcheon-ni (Hangeul: 덕천리) y en Igeum-dong. Estos enterramientos proporcionan una prueba más del aumento de la desigualdad social y la existencia de sistemas políticos que se organizaron en lo que parecen ser "simples cacicazgos".

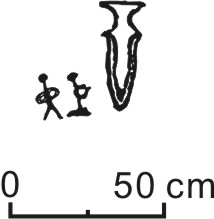
Las representaciones de una daga (derecha) y dos figuras humanas, una de las cuales está de rodillas (izquierda), talladas en la albardilla de un entierro megalítico (N.º 5, Chant-dong, Yeosu, Corea)

Algunos arqueólogos coreanos, a veces, se refieren a la cultura del Mumun Media como cultura Songguk-ri (Hanja:松菊里文化; Hangeul: 송국리 문화). Artefactos y características concurrentes que se agrupan juntos como pertenecientes a la cultura Songguk-ri se encuentran en lugares de asentamiento en los Hoseo y Honam , regiones del sureste de Corea, pero los asentamientos Cultura Songguk-ri también se encuentran en el oeste de Yeongnam. Las excavaciones también han revelado asentamientos Songguk-ri en las áreas de Ulsan y Gimhae. En 2005 los arqueólogos descubrieron Songguk-ri Cultura pit-casas en un sitio profundo en el interior de la provincia de Gangwon. La mejor alcance geográfico de la Cultura Songguk-ri parece haber sido la isla de Jeju y el oeste de Japón.
La cultura Mumun marca el comienzo de una larga tradición de cultivo de arroz en Corea. La evidencia recogida perteneciente al periodo Mumun temprano y medio sugiere que, si bien el arroz se cultivaba, no fue el cultivo dominante. Durante este periodo se cultivaron el mijo, la cebada, el trigo, las legumbres, mientras continuaba la caza y la pesca.

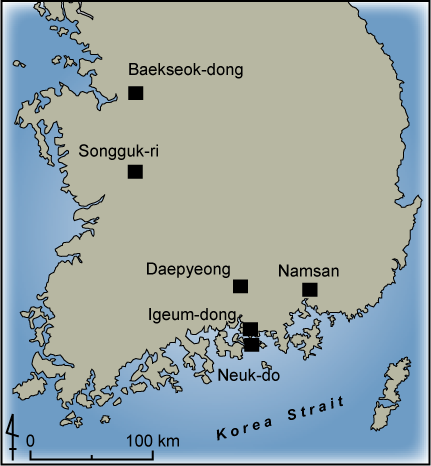
Asentamientos durante el periodo Mumun que se mencionan en este artículo.

### Periodo Mumun tardío
El periodo Mumun tardío (o post-clásico) (550-300 aC) se caracteriza por el aumento de conflictos, los asentamientos fortificados en las cimas de las colinas, y la concentración de población en la zona costera del sur. Una ejemplo de ocupación Mumun tardía se encuentra en el asentamiento de Namsan, situada en la cima de una colina a 100 m sobre el nivel del mar en la moderna ciudad de Changwon, provincia de Gyeongsang Nam-do. Varios conchales fueron encontrados en las inmediaciones de Namsan, lo que indica que, además de la agricultura, la explotación de mariscos era parte del sistema de subsistencia en algunas áreas Mumun. Se han encontrado casas semi-subterráneas en Namsan encuentran dentro de un anillo-zanja que es un cercana a los 4,2 m de profundidad y 10 metros de ancho. ¿Por qué un formidable anillo-zanja, por ejemplo, de manera masiva en tamaño, ha sido necesaria? Una posible respuesta es la presencia de conflictos entre los grupos. Los arqueólogos proponen que el período Mumun tardío fue de conflicto entre grupos de personas.
El número de asentamientos a finales del periodo Mumun es mucho menor que en el sub-periodo anterior. Esto indica que las poblaciones se reorganizaron y la solución fue, probablemente, concentrar más personas en un número más pequeño de los asentamientos, haciéndolos más grandes. Hay una serie de razones por las que esto podría haber ocurrido. Hay algunos indicios de que el conflicto empeoró o el cambio climático condujo a la pérdida de cosechas.
Cabe destacar que, de acuerdo con la tradicional secuencia cronológica Yayoi, asentamientos de estilo Mumun aparecieron en el norte de Kyushu (Japón) durante el Mumun tardío. El período Mumun termina cuando el hierro aparece en el registro arqueológico, junto con casas semi-subterráneas que en su interior habían hornos-chimenea (Hangeul: 아궁이, agungi) que recuerdan a los de época histórica.
Algunos estudiosos sugieren que el periodo de la cerámica Mumun debería extenderse hasta el c. 0 a. C. debido a la presencia de una cerámica sin decoración que era popular entre los años 400 a. C. y BC 0 llamada jeomtodae (ko: 점 토대). Sin embargo, el bronce se hizo muy importante en la vida ceremonial y de élite del 300 antes de Cristo. Además, las herramientas de hierro se encuentran cada vez más en Corea del Sur después del 300 a. C. Estos factores se diferencian claramente el período comprendido entre el 300 - 0 a. C. en las escalas culturales, tecnológicas, y sociales que estaban presentes en el periodo de la cerámica Mumun. La presencia desigual de bronce y hierro en cantidades crecientes en unos pocos sepulcros de estatus alto, después de 300 a. C. determinan el final de la cerámica del período Mumun. Es así como un periodo cultural-técnico, el Mumun finalizó c. 300 AC.
Desde el 300 a. C., los objetos de bronce se convirtieron en los bienes de prestigio mortuorios más valiosos, pero se comercializaban objetos de hierro y que luego se produjeron en la península de Corea. Durante finales del Mumun tardío - edad de hierro temprano en Neuk-do se hallaron conchales, se produjeron un pequeño número de objetos de hierro, cerámica Lelang y Yayoi, y otras evidencias que muestran que, a partir de finales Mumun, las sociedades locales entraron en un contacto económico y político más estrecho con las sociedades de la dinastía Zhou tardía, Jōmon tardía, y Yayoi temprana.

## Rasgos culturales Mumun
Como una cultura arqueológica, la Mumun se compone de los siguientes elementos:

### Subsistencia
- La subsistencia de amplio espectro se practicaba desde el periodo Mumun temprano. Es decir, la evidencia excavada de las casas semi-subterráneas y otras al aire libre indica que la caza, la pesca y la búsqueda de alimento se producía además de la agricultura.[6]
- Las herramientas de piedra utilizadas en actividades agrícolas de subsistencia son comunes e incluyen cuchillas semilunares.[10]
- La agricultura intensiva de campo húmedo (para el cultivo de arroz) estaba en su lugar en el Mumun medio.[3] Sin embargo, incluso las casas semi-subterráneas de los asentamientos asociados a los elementos arqueológicos de campo húmedo muestran evidencia de que las personas también estaban comprometidas hasta cierto punto en la caza y la pesca.

### Poblamiento
- Grandes, de forma rectangular en casas semi-subterráneas fueron utilizados en el periodo Mumun temprano. Estas casas semi-subterráneas tenían uno o más hogares. Se hallaon casas semi-subterráneas con hasta 6 hogares, lo cual indica que estas eran los espacios de vida de varias generaciones de la misma familia.[8]
- Algún tiempo después de 900 aC, pequeñas casas semi-subterráneas eran la norma.
- La forma de estas casas semi-subterráneas eran cuadradas, circulares y ovales. No tenían chimeneas interiores. En cambio, en la zona central del suelo en el foso de la casa estaba equipado como un óvalo poco profundo.[1]
- Los arqueólogos ven este cambio en la arquitectura como un cambio social en el hogar. Es decir, la unidad multigeneracional y hacinada alojada bajo un mismo techo en el periodo Mumun temprano cambió fundamentalmente en los hogares formados por grupos de semiindependientes de familias nucleares en casas semi-subterráneas separadas.[8]
- El número promedio de asentamiento durante el periodo Mumun era pequeño, pero asentamientos con varios cientos de casas semi-subterráneas surgieron en el periodo Mumun medio.[8]

### Economía
- La producción de la casa era el modo básico de la economía Mumun, pero la producción artesanal especializada y una economía redistributiva para el prestigio del gran hombre surgió en el periodo Mumun medio.[8]
- La evidencia arqueológica ha documentado casos en los que aparece que el exceso de producción de cultivos, herramientas de piedra y cerámica producidos en el periodo Mumun medio.[3][10]
- Objetos que ilustran los sistemas de redistribución regional e intercambio incluyen adornos de piedra verde, objetos de bronce, y algunos tipos de cerámica roja pulida.[12]

### Prácticas mortuorias
- Se encontraron enterramientos megalíticos, enterramientos de cista hechos en piedra, y enterramientos en vasijas.
- Algunos enterramientos en la última parte del periodo Mumun Medio son especialmente grandes y requieren una cantidad significativa de mano de obra para la construcción. Un pequeño número de enterramientos durante el Mumun Medio contiene artefactos ceremoniales de prestigio como el bronce, piedra verde, dagas pulidas y recipientes color rojo bruñido.[10][12][13]